# Харрисон Бержерон
«Харрисон Бержерон» (англ. Harrison Bergeron) — канадский художественный фильм-антиутопия, снятый режиссёром Брюсом Питтманом. Экранизация одноимённого рассказа Курта Воннегута. В зависимости от транскрипции, фильм также известен под названиями «Гаррисон Бержерон» и «Хэррисон Берджерон».
Главные роли в этом фильме исполнили Шон Астин, Миранда де Пенсьер, Юджин Леви, Хоуи Мэндел и другие известные актёры.
Фильм был снят в 1994 году, а показан по телевидению в 1995 году.
Премьера фильма состоялась 13 августа 1995 года в США.

## Сюжет
- Тэглайн: «Welcome to the future. It’s a no-brainer».

Действие фильма происходит в будущем в 2053 году в США, в Мэдисоне и в Род Айленде. Все люди стали среднестатистическими не только в материальном (имея одинаковый достаток), но и в духовном плане — для того, чтобы быть умственно средним каждый человек носит на голове специальный обруч («гандикап»), на него и подаётся радиосигнал, ослабляющий или усиливающий интеллект (в зависимости от природных данных). Все эти меры были приняты после так называемой Второй Революции.
В результате действий правительства люди перестали завидовать друг другу, в США не стало преступлений и прекратилась новая гражданская война. Но кроме таких хороших последствий появились и негативные — среди людей перестали проявляться таланты и гении. В мире исчезла любовь, а все браки стали заключаться с помощью компьютера.
Студент Харрисон Бержерон настолько умён, что на него почти не действует обруч, даже при максимальном усилении. Тогда родители решаются на операцию, в ходе которой в мозг таких же «пациентов» встраиваются приборы, замедляющие и ослабляющие разум. В последний день перед операцией Харрисон впервые посещает публичный дом, в котором теперь девушки становятся партнёршами своих клиентов в интеллектуальном времяпровождении. На следующий день после фиктивной, как оказалось, операции Харрисон пробуждается в необычном месте и его приглашают в секретную администрацию, которая управляет всей страной. Так молодой человек становится членом секретной администрации. При помощи «борделей» администрация отбирает самых способных кандидатов, а родным и знакомым сообщают об их смерти во время операции. Главный администратор Джон Клэксон разъясняет ему:

После 2-й Революции Америка начала превращаться в страну всеобщего равенства, притом равенства обычных среднестатистических граждан. Но есть одна проблема: кто в этой стране станет заниматься административной работой, учитывая что обычному среднестатистическому гражданину она не по плечу?
Все администраторы могут пользоваться запрещёнными произведениями искусства. Для народа же основным развлечением является усреднённое телевидение. Но Харрисон такое устройство считает порочным, он говорит:

Самое главное в человеке — то, что отличает его от других людей. Это именно то, что заставляет нас влюбляться в другого человека.
И к тому же он полюбил Филиппу, которую вскоре после попытки побега подвергают отупляющей операции. Тогда он решает бросить вызов системе, возглавляемой Клэксоном.

## В ролях
- Шон Астин — Харрисон Бержерон
- Миранда де Пенсьер — Филиппа
- Юджин Леви — президент Макклоски
- Хоуи Мэндел — Чарли
- Андреа Мартин — Дайана Мун Глэмперс
- Кристофер Пламмер — администратор Джон Клэксон
- Найджел Беннет — доктор Эйзенсток
- Мэттью Фергюсон — Гарт Бержерон
- Эммануэль Шрики — Жанин
- Хейден Кристенсен — Эрик

## Съёмочная группа
- Произведение: Курт Воннегут
- Автор сценария: Артур Гримм
- Режиссёр: Брюс Питтман
- Продюсер: Джонатан Хэкетт
- Оператор: Майкл Стори
- Композитор: Лу Нэтэли
- Монтаж: Ион Уэбстер